# Tys Ysat
Tys Ysat (z amh. „dymiąca woda”) – wodospad na Nilu Błękitnym w północnej Etiopii, drugi co do wielkości wodospad w Afryce. Uchodzi za jedną z najważniejszych atrakcji turystycznych Etiopii.

## Geografia
Nad górnym odcinkiem Nilu Błękitnego, około 30 kilometrów na południe od miasta Bahyr Dar leży wieś Tys Ysat. Wody rzeki spadają tutaj z wysokości 42 metrów. Wodospad składa się z czterech głównych strumieni, których szerokość w porze deszczowej dochodziła dawniej do 400 metrów, jednak od czasu uregulowania jeziora Tana i budowy hydroelektrowni w 2003 roku wahania poziomu wody nie są już tak duże.

## Kamienny most
Niedaleko wodospadów znajduje się najstarszy kamienny most w Etiopii, wzniesiony pod rządami cesarza Sissiniosa w 1626 roku. Według Manuela de Almeidy do jego budowy wykorzystano glinę znad pobliskiej rzeki Alaty, a prace nadzorował indyjski budowniczy, przybyły do Afryki z Alfonso Mendezem, katolickim patriarchą Etiopii.

## Galeria

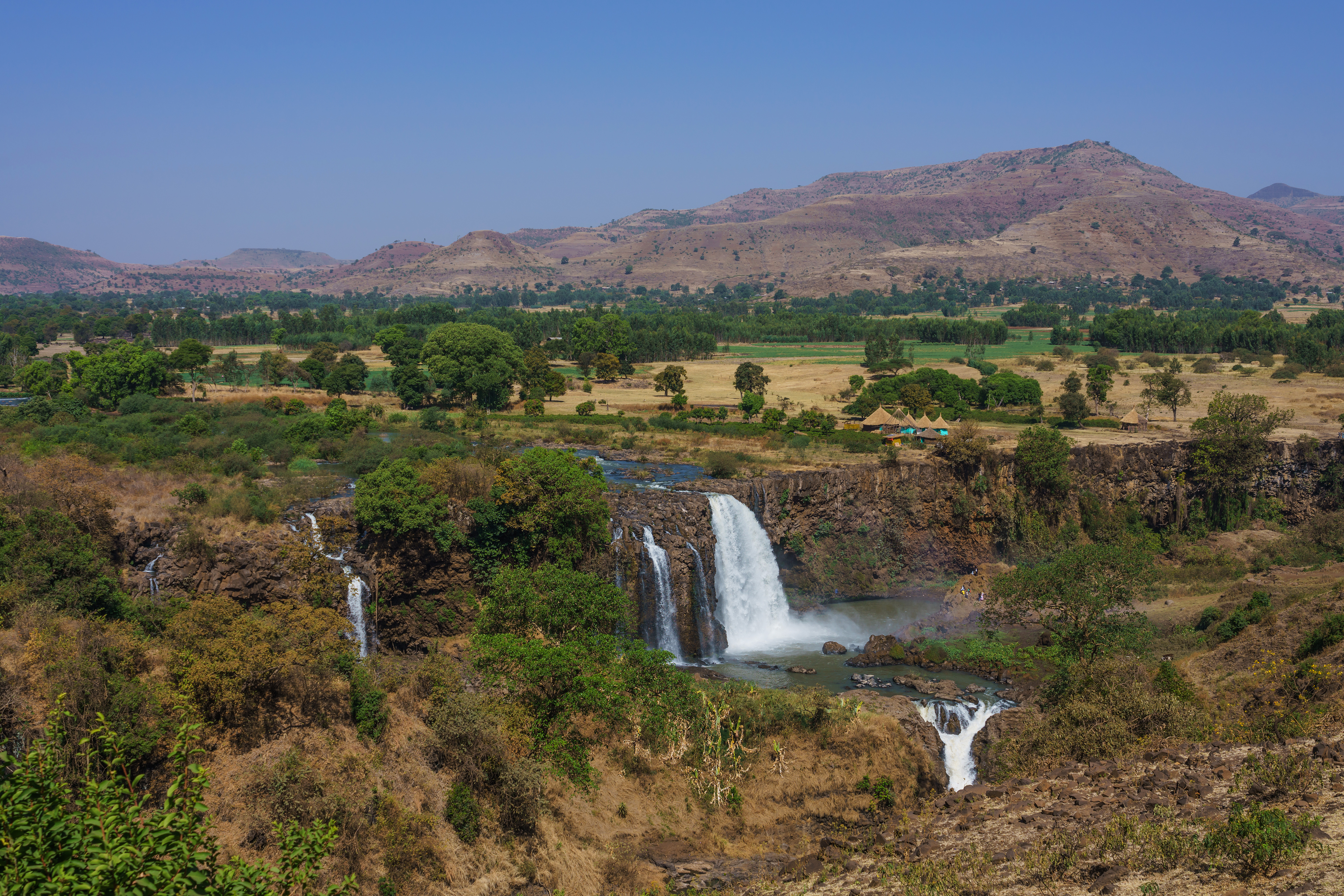
Tys Ysat
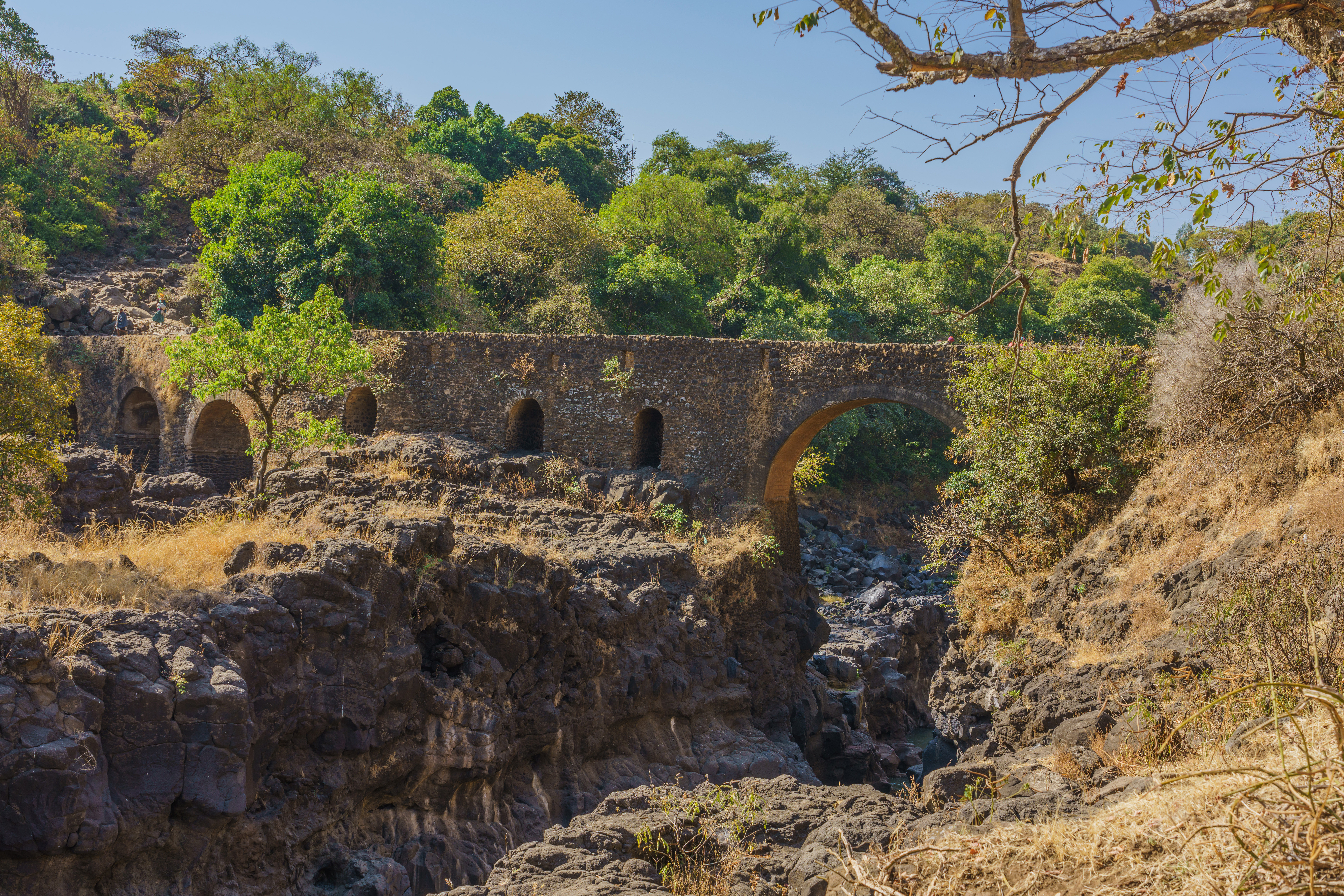
Kamienny most